# Коктас (Жамбылская область)
Коктас (каз. Көктас, до 2011 г. — Юсуповка) — аул в Жуалынском районе Жамбылской области Казахстана. Входит в состав Карасазского сельского округа. Код КАТО — 314253500.

## Население
В 1999 году население села составляло 201 человек (106 мужчин и 95 женщин). По данным переписи 2009 года, в селе проживало 175 человек (93 мужчины и 82 женщины).